# Cyclothone obscura
Cyclothone obscura är en fiskart som beskrevs av Brauer 1902. Cyclothone obscura ingår i släktet Cyclothone och familjen Gonostomatidae. Inga underarter finns listade i Catalogue of Life.